# Jelena Wiktorowna Schemajewa
Jelena Wiktorowna Schemajewa (russisch Елена Викторовна Жемаева; * 30. März 1971 in Dolgoprudny, Russische SFSR) ist eine ehemalige russische Säbelfechterin, die lange Jahre für Aserbaidschan antrat und unter dessen Flagge sämtliche ihrer Erfolge errang.

## Erfolge
Jelena Schemajewa wurde 1999 in Seoul und 2000 in Budapest im Einzel Weltmeisterin. Sie sicherte sich 2001 in Nîmes zudem Bronze sowie 2002 in Lissabon Silber. In der Mannschaftskonkurrenz gewann sie dreimal Bronze: 1999 in Seoul, 2002 in Lissabon und 2003 in Havanna. Ein weiterer Titelgewinn gelang ihr 1999 in Bozen bei den Europameisterschaften in der Einzelkonkurrenz. Diesem folgten nochmals drei Bronzemedaillen, die sie 2000 in Funchal im Einzel sowie 2002 in Moskau und 2003 in Bourges mit der Mannschaft gewann. Bei ihrer einzigen Teilnahme an Olympischen Spielen im Jahr 2004 erreichte sie in Athen das Viertelfinale des Einzelwettbewerbs, in dem sie Mariel Zagunis unterlag und damit den siebten Platz belegte.
Schemajewa ist mit İlqar Məmmədov verheiratet, der zweifacher Fechtolympiasieger ist. Das Paar hat zwei Töchter.